# Šarbov
Šarbov je obec na Slovensku v okrese Svidník. Žije zde 17 obyvatel.

## Poloha
Šarbov se nachází v severovýchodní části Prešovského kraje, u státní hranice s Polskem a rozprostírá se v členitém horském povrchu severní části Nízkých Beskyd v údolí přítoku Hrišova potoka. Obec je součástí Laborecké vrchoviny a Chráněné krajinné oblasti Východné Karpaty.
Rozloha katastru obce, v němž z lesních dřevin převládá bukový porost, zabírá plochu 844 hektarů. Nejvyšší vrch na území obce má nadmořskou výšku 698 m n. m. Ve středu obce je nadmořská výška 450 m n. m.
Obec je lyžařským střediskem se čtyřmi vleky o délce 2x550 m, 300 m a 200 m.

## Historie
Obec byla době svého vzniku součástí panstva Makovica. Historické údaje nasvědčují tomu, že obec založili poddaní, kteří patřili feudálům z Makovice v letech 1598 až 1618. V první písemné zmínce z roku 1618 je obec uváděna jako Sarbowa. V urbářském soupisu půdy, z nějž se odvozoval vrchnostenský důchod a poddanské povinností se obec později nazývá Sarbova, Sarbowa (1773), Scharbowa (1786), Sarbova, Ssarbowá (1808), Sarbó (1863 – 1913) a Šarbov (1920).
Kvůli vykořisťování a nesnesitelným feudálním podmínkám se obyvatelstvo (poddaní) zachránilo jen útěkem ze svých domovů. Šarbov byl proto v letech 1712–1714 vylidněn.
Obyvatelé se převážně živili klučením lesů, zemědělstvím zaměřeným na chov hovězího dobytka, koz, pěstováním brambor, ovsa a dalších plodin, které v těchto klimatických podmínkách mohli vypěstovat. Taktéž pěstovali konopí a len, z nichž tkali plátno. V zimním období vyráběli šindele a také pracovali v lesích jako dřevorubci. Někteří obyvatelé chodili za výdělkem s povozy, jako vozkové.
V 18. století zde měl majetky rod Makovický a lesnický revír vlastnili členové rodiny Aspremonto, koncem 19. století jej zdědili příslušníci rodu Széchényi. Od první poloviny 18. století do roku 1857 byla v obci v provozu sklářská huť s brusírnou.
Po vzniku Československé republiky 1918 se obyvatelé obce nadále, tak jako i v době Rakousko-Uherské monarchie, zabývali zpracováním dřeva a též i částečně zemědělstvím. Od roku 1927 zde byla parní pila ke zpracování bukového dřeva, z něhož se vyráběly hranoly a pražce k připevnění kolejnic pro nově budované železniční tratě.
Během Karpatsko-dukelské operace, která začala 9. září v podhůří Nízkých Beskyd, na území Polska a pokračovala i po 6. říjnu 1944, po vstupu příslušníků 1. československého armádního sboru na území Dukelského průsmyku, až do listopadu roku 1944, do osvobození, došlo k úplnému zničení obce.
Po osvobození půdu obhospodařovali soukromě hospodařící rolníci. Později, po kolektivizaci, zde úspěšně působilo „Jednotné roľnícke družstvo“, s důrazem na chov hovězího dobytka. Družstvo kromě vybraných zemědělských komodit zpracovávalo seno pro chov dobytka.

## Obyvatelstvo
V roku 1787 měla obec 6 domů a 50 obyvatel, v roce 1828 měla 8 domů a 73 obyvatel. V roce 1940 zde bylo 21 domů, 145 obyvatel, z toho 23 obyvatel židovského původu. V roce 2003 zde bylo 15 domů a 12 obyvatel a v roce 2015 11 obyvatel.